# Jorge Miguel Lozano de Peralta
Jorge Miguel Lozano de Peralta y Varaes Maldonado de Mendoza y Olaya (Santafé, 13 de diciembre de 1731-Cartagena de Indias, 11 de agosto de 1793), primer Marqués de San Jorge de Bogotá y Vizconde de Pastrana, encomendero de los Llanos. Descendiente de aristócratas españoles y criollos. Fue Sargento mayor y alférez real nombrado por la Real Audiencia como regidor y Alcalde de Santafé de Bogotá.
Considerado como una de las figuras más importantes, influyentes y conflictivas de Santafé de Bogotá en las últimas décadas de la colonia e inicio de las independencia de la Nueva Granada, hoy Colombia.

## Biografía
Nació el 13 de diciembre de 1731 en Santafé. Heredó una gran fortuna, la cual incrementó considerablemente a través de muy exitosas actividades comerciales e inmobiliarias. Para 1775, sus posesiones en la sabana de Santafé de Bogotá abarcaban alrededor de veinte mil hectáreas, y en la ciudad era propietario de nueve casas y una curtiembre. Comerciaba también con productos del Nuevo Mundo y de Castilla, y oficiaba como prestamista. Tuvo una destacada carrera política en la administración virreinal: fue regidor del cabildo de Santafé, alcalde ordinario de Santafé, alcalde de la Santa Hermandad en 1754, diputado de abastos de Santafé, mayordomo de propios y padre de menores. 
Ocupó el cargo Alférez Real, responsable de pasear el estandarte real en actos públicos y organizó el festejo para celebrar la jura del Rey Carlos III.
Junto a Miguel Gálvez Ceballos es elegido como procurador general del cabildo para el año 1758.
En 1765 es multado junto a José Groot de Vargas por pasar pasquines contra un diputado aspirante a regidor del cabildo de Santafé a quien acusaban de haber sido lacayo en corte.
En 1767 hizo llegar al Consejo de Indias en España una Relación de Méritos y Circunstancias, con el propósito de obtener un título nobiliario. Años después, en 1771, el rey Carlos III autorizó al virrey Pedro Messía de la Cerda para otorgar dos títulos de Castilla a quienes el virrey estimara cumplían con los requisitos de nobleza, rango y fortuna para ostentarlos. Uno de los escogidos fue Jorge Miguel Lozano, quien recibió el título de Marqués de San Jorge de Bogotá.
Fue protagonista de célebres peleas en el cabildo y se recuerda su conflicto personal con el español José Groot de Vargas por lo cual en 1769 renuncia a todo cargo público y capitular.
Al recién elegido Marqués se le exigió el pago de impuestos para confirmar su nombramiento, exigencia a la cual se opuso, pues consideraba que el título era un reconocimiento del monarca a sus méritos y servicios, y no debía estar condicionado al pago de compensación alguna. La posición del Marqués llevó a la Real Audiencia a privarlo del título y, ante la decisión de Lozano de desobedecer a la Audiencia y continuar utilizándolo, le fue impuesta una multa. En respuesta, el Marqués envió al rey dos cartas en las que no solo protestaba por el maltrato al que estaba siendo sometido, sino que además afirmaba que el desorden y la miseria del virreinato se debían a la incompetencia y la corrupción de la administración virreinal.
Probablemente debido a la tensión provocada por un reciente levantamiento en el nororiente del virreinato en 1781 –la insurrección de los Comuneros–, el gesto del Marqués fue mal recibido en la corte, y de España llegó la orden de recluir a Lozano de Peralta. Además ese año fue elegido para ser capitán de caballeros de corazas representando a Santafé durante la revuelta comunera. 
También es implicado y acusado de apoyar clandestinamente a los comuneros junto a Francisco de Vergara Azcárate por lo cual es condenado a presidio perpetuo. 
En 1784 se pelea nuevamente con José Groot de Vargas quien lo demanda por perjuicios a sus intereses. 
En 1785 es excluido del cuerpo de oficiales de las milicias de Santafé por quejarse contra la corona, el nepotismo en la administración del cabildo y el fracaso del gobierno virreinal. Aquí crea un argumento luego utilizado en las Independencias, subraya el fracaso del gobierno que el rey recompensó a los herederos de los conquistadores y la falta de respeto de los españoles al cabildo santafereño, mencionaba la discriminación y los ataques de la audiencia que sufrían los criollos. 
A comienzos de 1787 tuvo que partir de Santafé bajo arresto. Aunque desde 1790 gozaba de libertad en Cartagena de Indias, falleció el 11 de agosto de 1793 en dicha ciudad, esperando que su situación fuera resuelta y así poder regresar a la capital del virreinato. 
Lo sobrevivieron su esposa y varios de sus hijos, incluidos José María Lozano, segundo Marqués de San Jorge y habitante de la casa que hoy lleva por nombre dicho título nobiliario, y Jorge Tadeo Lozano, su heredero más célebre.
Entre sus yernos y nietos se encuentran personalidades célebres de la época como: Antonio Ricaurte (nieto), Manuel de Bernardo Álvarez del Casal (yerno), José María Vergara y Lozano (nieto), Eustaquio Galavís y Hurtado, alcalde de Santa Fe, etc.